# 勝占町
勝占町（かつらちょう）は、徳島県徳島市の町名。「かつうら」とも呼ばれる。徳島市の調査による2012年5月現在の人口は1,504人、世帯数は578世帯。郵便番号は〒770-8023。

## 地理
徳島市の東部に位置し、勝占地区に属している。北は西須賀町・大松町、東は小松島市、南は丈六町、西は方上町と接する。農業地域。東部を徳島県道136号宮倉徳島線が、中央部をJR牟岐線が南北に通っている。
西部に山地があり、その斜面がミカンなどの栽培に利用されているが、農業の中心は多々羅川両岸の平地での米作である。
勝占町は勝占地区(旧勝浦郡勝占村)の中心的役割を果たし、徳島市役所勝占支所・徳島市勝占中部公民館・徳島市農協勝占支所・勝占郵便局がある。多家良・勝占地区を校区とする徳島市立南部中学校が東端の廃川敷にある。
勝占神社は、927年の延喜式神名帳にも記載されている古社で、源義経が屋島攻めの途中に参拝し、「勝を占める」という縁起で士気を鼓舞したと伝えられている。

### 河川
- 勝浦川
- 多々羅川

### 小字
| - 片志 - 敷地 - 下河原 - 下敷地 | - 下多々羅 - 惣田 - 外敷地 - 多々羅 | - 中須 - 中山 - 原 - 半谷 | - 松成 - 山下 |  |

## 歴史
元は徳島市西須賀町の一部で、1952年より現在の徳島市の町名となった。米を主作物とする農村地域であったが、徳島県道136号宮倉徳島線の周辺を中心に近年では宅地化が進んだ。特に国道55号の開通により、市街地化が促進された。
昭和28年に多家良中学校と勝占中学校が合併し、徳島市立南部中学校となる。1969年に勝占農協が徳島市農協に合併。

## 交通

### 道路
都道府県道
- 徳島県道136号宮倉徳島線
- 徳島県道210号大谷西須賀線
- 徳島県道212号新浜勝浦線

### バス
徳島バス
- 勝占町
- 勝占支所ガラススタジオ前
- 勝占町南
- 南部中学校前

## 施設
- 勝占神社
- 徳島ガラススタジオ
- 四国歯科衛生士学院専門学校
- 徳島市立南部中学校
- 博愛記念病院

かつて存在した施設

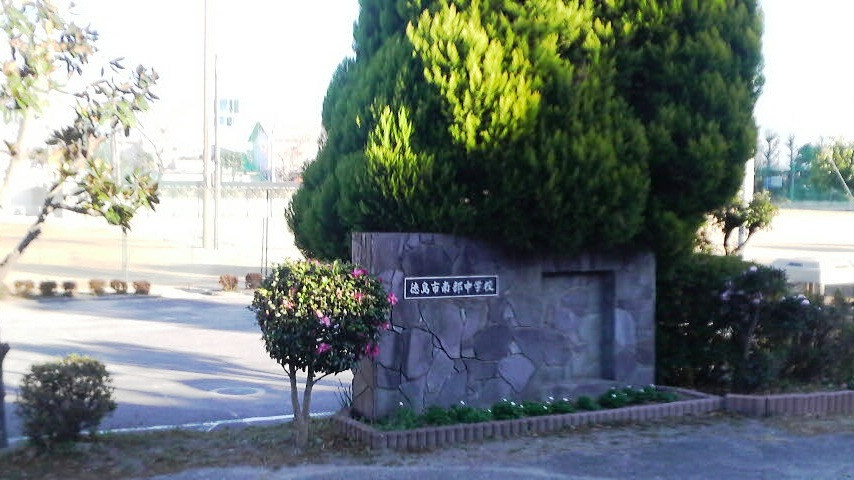
徳島市立南部中学校

- 丈六駅 - 鉄道省（国鉄）小松島線の駅で1941年より休止。